# زهرة الدم قليلة الأوراق
زهرة الدم قليلة الأوراق (الاسم العلمي: Haemanthus pauculifolius) هي نوع من النباتات تتبع جنس زهرة الدم من فصيلة النرجسية.